# Киевские ведьмы
«Ки́евские ве́дьмы» — цикл романов в жанре городского фэнтези украинской русскоязычной писательницы Лады Лузиной. Сама писательница называет цикл сказкой, написанной на основе реальных исторических фактов, мифов и легенд города Киева. В произведении смешано множество жанров — мистика, фантастика, детектив, история.

## Аннотация
Три молодые киевлянки неожиданно принимают от умирающей ведьмы Кылыны её дар. Как же они сумеют распорядится им? Ведь они такие разные: студентка исторического факультета Маша Ковалева, железная бизнес-леди Катерина Дображанская и безбашенная певица — Даша Чуб, по прозвищу Землепотрясная.
По воле или против неё, им пришлось стать Киевицами — хранительницам Города Киева, и каждую ночь дежурить на Старокиевской горе в ожидании удивительных или ужасных событий…
Все события разворачиваются в наши дни. Но, владея магической силой, не трудно попасть в прошлое и познакомиться с авторами «Трех богатырей» и «Демона» — Виктором Васнецовым и Михаилом Врубелем, поэтом Анной Ахматовой, писателем Михаилом Булгаковым и французской актрисой Сарой Бернар. Узнать, что за удивительные загадки связывали этих великих художников с Городом Киевом и почему испокон веков этот Город слыл не только Столицей православной веры, но и Столицей славянских ведьм. А заодно побывать на настоящем шабаше на одной из Киевских Лысых Гор.

## Герои
- Город Киев — Столица Ведьм и Столица Веры, представлен в романе как живое существо — Великий Отец, способный любить, защищать и карать.
- Киевица Маша Ковалева — младшая из Киевиц. Студентка исторического факультета, невысокая девушка с бледной кожей, веснушками и рыжими волосами. Не очень уверенная в себе, влюбленная в творчество Михаила Булгакова. В первой книге отправляется в прошлое, где влюбляется в художника Михаиля Врубеля и вскоре ждёт от него ребёнка. Выучила наизусть всю Книгу Киевиц, умеет воскрешать людей и предметы (в «Ледяной царевне» превратила срезанную ель в живое дерево). Во второй книге начинает слышать дома, а позже и Город. В третьей книге 16 лет жила в монастыре и была знаменитым Киевским Отроком, начала видеть будущее. Со временем становится самой сильной из Трех Киевиц.
- Киевица Даша Чуб — средняя из Киевиц, певица и вскоре бывший арт-директор третьеразрядного ночного клуба. Обезбашенная, эпатажная и любвеобильная девица по прозвищу Землепотрясная. Обладает лишним весом, круглым лицом, длинными белыми волосами-дредами и потрясающей харизмой. В первой книге безответно влюбляется в Киевского Демона. Известна также как Изида Киевская — певица, поэтесса, женщина-пилот. В «Рецепте Мастера» становится символом женской революции. В прошлом крадет неизданные стихи Анны Ахматовой и становится известной поэтессой вместо нее. В третьей книге находит утраченный браслет амазонок и признана Кылыной как «чистокровная ведьма». Умеет варить сильную Присуху (любовное зелье) и обожает летать (на метле, а в «Рецепте Мастера» и на самолетах). В «Ледяной царевне» Даша оказывается далекой родственницей Великого князя Владимира и на один день ее физическое тело умирает, а душа становится бессмертной снежной стихией — благодаря богу Подзвизду.
- Киевица Екатерина Дображанская — старшая из Киевиц, бизнесвумен, увлекается антикварными вещами. Надменная красавица с черными волосами, ненавидящая свою красоту и весь окружающий мир. Позже понимает, что истинная красота — это один из источников магической энергии. Питает покровительские чувства к Маше. «Ведьма с захудалого рода» и чертовка (может вызывать чертей). В первой книге ее тело использует Кылына, чтобы возродиться. С третьей книги умеет стирать людям память и узнавать правду, видит колдовские узоры на домах Города. Одним движением руки может уничтожить любое здание, убить или наслать ураган, поэтому в «Ледяной царевне» Маша называет Катю «самой сильной» — силы своих рук, «непредсказуемой мощи», побаивалась сама Катя.
- Киевский Демон — он же господин Киевицкий, «стоящий по Левую руку», «Левый», один в трех лицах. Умеет принимать облик черного ворона. Меняет внешность и черты характера так же легко, как одежду. Маша видит его черноволосым, Даша — рыжим, а Катя — блондином. Неизменно носит кольцо с крупным голубым камнем. В первой книге дарит всем трем девушкам украшение на шею в виде змеи — Уроборос. Верит в пророчество о Трех. Из Трех Киевиц выделяет Машу.
- Кылына — бывшая Киевица, красивая женщина с большим бюстом, светлыми длинными волосами и васильковыми глазами. В первой книге вынужденно передала свою силу Маше, Даше и Кате, и впоследствии была убита Киевским Демоном (от имени Города). Была очень сильной и умной, но не ладила с Демоном. Призывает Змея, чтобы вместе править Киевом. Рассчитала Формулу Бога, чтобы менять прошлое, как ей надо и с учетом всех последствий. Во второй книге узнаем, что она задумала отменить Октябрьскую Революцию.
- Акнир — дочь Кылыны, Наследница, чистокровная ведьма, должна была стать Киевицей. Чароплетка (умеет придумывать новые заклинания, которых нет в Книге), косматочка (умеет колдовать волосами). Появляется во второй книге, бросая вызов Киевицам и призывая их на Суд Неба и Земли. Отчаянно хочет вернуть к жизни свою мать, вследствие чего вступает в сговор с Дашей («Рецепт Мастера»).
- Мир Красавицкий — одногруппник Маши Ковалевой, диггер, красавец с черными глазами и черными волосами. В первой книге оказался сатанистом, выполнял задания Кылыны по жертвоприношениям и устройству анти-алтаря. Случайно выпил приготовленную Дашей Присуху и влюбился в Машу. Позже погиб, вытолкнув Машу с-под колес автомобиля. Со второй книги фигурирует как привидение, обязанное вечно любить Машу.
- Михаил Врубель — гениальный художник, проживавший в Киеве (персонаж первой книги «Меч и Крест»)
- Анна Ахматова — киевская гимназистка (персонаж второй и третьей книг «Выстрел в Опере» и «Рецепт Мастера»)
- Михаил Булгаков — киевский гимназист, позже — студент киевского Университета. Появляется всего два раза, но играет большую роль в жизни главной героини (персонаж второй и третьей книг).
- Сара Бернар — великая французская актриса эпохи Модерн.

## Отзывы критики
В целом роман «Киевские ведьмы» — один из лучших, появившихся в Украине в последнее время. Лада Лузина нащупала и «застолбила» тему, при взгляде на которую долго еще будут облизываться будущие романисты. А мы — перечитывать Киев, увиденный, так сказать, с высоты ведьмовского полета.
(Анатолий Лемыш, «Киев с высоты полета ведьмы». Еженедельник 2000)

«Не приходила ли вам, случайно, в голову шальная мысль, что октябрьскую революцию стоило бы предотвратить?…
Ладе Лузиной пришла. Именно этим и занимаются три героини её приключенческого авантюрно-мистического романа. Ведь они — Киевицы, хранительницы Киева, для которых не существует законов пространства и времени. А, значит, вам предстоит захватывающее, полное приключений и головоломных детективных загадок, путешествие по дореволюционному Киеву, выписанному так ярко и живо, что уже на третьей странице вы поверите, вам впрямь удалось побывать там! «Прокатиться на старом „пульмане“, пообедать в „Европейской“ и побеседовать на равных с Анной Ахматовой, и даже запросто, панибратски (правда, на грани дозволенного) пообщаться с Александром Куприным! Такое могут позволить себе только гениальные поэты, юродивые и… Ведьмы!!!» — пишет в предисловии книги известный историк Александр Анисимов.
И всё же лузинский роман не о ведьмах. Главный его персонаж — Город. Вечный Киев, где был убит Пётр Столыпин, где начала писать свои стихи будущая первая поэтесса России Анна Ахматова. Где, на Владимирской горке можно повстречать Киевского Демона и юного гимназиста Мишу Булгакова… Город, где родилась сама Лада Лузина, которую не зря называют, не только ведьмой, но и «Булгаковым в юбке».
Поскольку только ближе к последним страницам, где вас ждет совершенно неожиданный финал, мгновенно переворачивающий и ваше представление обо всем прочитанном выше, и о добре и зле, и о вас самих, вы поймете, о чем на самом деле была написана эта книга. И признаете, до того, как вы открыли её, вы не знали Города, в котором живёте!» (Андрей Первенский, «Выстрел в Опере». «10 ДНЕЙ»)

«Скажу просто: на сегодняшний день нет ни одной художественной книги (кроме «Белой гвардии» Булгакова, естественно), в которой Киев был выписан с такой нежностью и любовью, как в «Ведьмах» (Панченко Алекс, «В поисках лилии, или Как ведьмы спасали Киев». «Сегодня»)

## «Киевские ведьмы. Меч и Крест»
Главный персонаж романа — Вечный Город, в котором живут три женщины, незнакомые между собой. Отправившись в «Центр Старокиевского колдовства на Подоле», они становятся свидетелями страшной смерти ведьмы, не зная о том, что принимают от неё власть над Киевом. Теперь в кратчайшие сроки им нужно решить несколько насущных задач: хоть как-то договориться друг с другом, поверить в возможность невозможного, разгадать тайну смерти молодой девушки, принесенной в жертву в Кирилловской церкви, расписанной Михаилом Врубелем… и понять, что Город, в котором они живут, состоит из чудес, как панно из мозаики.

## «Киевские ведьмы. Выстрел в Опере»
Ровно 90 лет назад октябрьская революция пришла в мир из Киева — из Столицы Ведьм. И киевлянин Михаил Булгаков знал, почему в тот год так ярко горят на небе Марс и Венера — боги-прародители амазонок. Ведь «красная» революция стала революцией женской. Большевики первыми в мире признали за женщиной равные права, сделав первый шаг к… новому Матриархату.
В этом захватывающем приключенческо-историческом романе вы встретитесь с киевской гимназисткой и будущей первой поэтессой России Анной Ахматовой и Михаилом Булгаковым. Узнаете, что украинки произошли от легендарных амазонок, поэзия причудливым образом переплетена с магией… И поймете, История может быть увлекательной, как детектив, если её пишет Лада Лузина!

## «Киевские ведьмы. Рецепт Мастера»
Первые главы третьего романа «Киевские ведьмы. Рецепт Мастера» были выложены на личном сайте Лады Лузиной. Как следует из названия, её главным героем должен был стать Михаил Булгаков. Помимо него романе появлялись Игорь Сикорский, вдовствующая императрица Мария Фёдоровна, великая княгиня Ольга Александровна, царь Николай II и Григорий Распутин. Но книга так и не была дописана. Вместо неё Лузина опубликовала четвертую часть цикла «Киевские ведьмы. Принцесса Греза», и извинилась перед читателями: «…так уж случилось, что третья часть „Ведьм“ — „Рецепт Мастера“ — оказалась очень сложной книгой. Быть может, потому что её действие происходит в Киеве 1917—1918—1919 годах, а это очень сложное время. И понять его, и быть точной и тактичной в оценках всех сил — белых, красных, войск Петлюры, немцев — которые в то время брали и сдавали Киев, тоже очень сложно. Потому я отложила это произведение — то ли оно должно дозреть, то ли я должна дозреть до него».

## «Киевские ведьмы. Ледяная царевна»
Очень резкий переход от «Рецепта Мастера» до «Ледяной царевны». Последняя (4-я) часть предыдущей книги заканчивается тем, что Трое Киевиц и Акнир бьются над Отменой в прошлом, а в «Ледяной Царевне» они уже снова в современном Киеве и Маша на 6-м месяце беременности.
Аннотация: Когда отмечают Новый год настоящие ведьмы? Уж точно не 31 декабря. Но кто придёт к ним в самую тёмную ночь года? Чешская ведьма солнцестояния Перхта или итальянская веда Бефана? А может, германский черт Крампус, который в ночь Тьмы утаскивает всех грешников в ад…
Сюжет: Даша видит странные сны с участием князя и падением в колодец, а позже наводнение и гроб. В Германии, покупая старые новогодние игрушки, Катя видит в праздничной толпе во главе с Сантой настоящих чертей. Выбирая с Миром елку, Маша предлагает воскресить его, на что получает отказ, а позже поддается «токсикозу» — и превращает срубленные ели в живой лес. Далее Маша с Дашей отправляются в магазин подарков, где во внутреннем дворе Даша впервые падает в колодец . В Башне Киевиц они наряжают ритуальную ель — грядут три ночи Кратуна, ночи Тьмы, когда можно изменить даже то, что изменить невозможно, и когда все киевские ведьмы и даже Демон покидают Город, оставляя в нем только Трех Киевиц и слепых (людей). Киевицы должны задобрить Мороза: Катя зазывает Мороза-деда (душу мертвого), Маша — волка (Велеса), а Даша — бурю (Подзвизда), но последняя нарушает ритуал, случайно разбив взвар. К ним в башню приходит веселый Дед Мороз и задает каждой по загадке, обещая за правильный ответ исполнить три желания, а также одаривает каждую чудесным подарком. На следующий день Даша знакомит Машу со своей новой любовью — Ромчиком, с которым вскоре ругается в пух и прах и случайно убивает его, но Маша его воскрешает. Даша влюбляется в русоволосого Дана, с которым соглашается уехать «хоть на край света» и, целуя его, убивает (замораживает). Киевицы понимают, что вместо Деда Мороза к ним приходила Смерть. Даша с бутылкой водки прыгает в колодец — проход на тот свет — и попадает в мир снега, белый ад, где встречает Дана-Денницу, который оказывается бессмертным Подзвиздом — богом безгодия — и сыном князя Владимира. Маша отправляется за ответами в Прошлое, где встречает Киевского Демона и гуляет с ним по Ледяному Дому в 1889 году. Возвращая Дашу с другого мира, Маша с Катей получают только ее мертвое тело — ее душа Киевицы стала бессмертной снежной стихией, и Маша не может вернуть ее к жизни. Тем временем Город тонет в снегу, погода превратилась в стихийное бедствие и объявлен режим ЧС. Катя отправляется в метро, где встречается с богом Смерти с внешностью Крампуса, который возвращает утерянную ею в прошлом коробку с елочными игрушками. Умерший Дашин дедушка Андрей Андреевич Чуб помогает вернуть душу внучки в живое тело Даши.

## «Киевские ведьмы. Принцесса Греза»
На этот раз Киевицам придется познакомиться с бурной, наполненной любовными романами жизнью великой французской актрисы Сары Бернар, гастролировавшей в Киеве в 1881 и 1908 годах, понять, почему стиль Модерн стал ведьмацким стилем, и узнать, какую тайну хранит старинный киевский особняк Шоколадный домик и созданная знаменитым Альфонсом Муха алмазная лилия божественной Сары.

## «Киевские ведьмы. Никола Мокрый»
Роман в жанре городского фэнтези украинской писательницы Лады Лузиной, четвертая книга из цикла «Киевские ведьмы».
В 1941 году была взорвана Запорожская ГЭС. 30-метровая волна унесла жизни многих тысяч людей. Но что, если это было огромное жертвоприношение? И сейчас, пятьдесят лет спустя, пришло время повторить его…

## «Киевские ведьмы. Ангел Бездны»
На киевской Лысой горе, где покоится заброшенное церковное кладбище, неизвестные раскопали могилу монаха. А за день до того в свой собственный день рождения пьяная дочь бизнесмена жестоко убила отца. На первый взгляд кажется, что эти события совершенно не связаны. Но лишь до тех пор пока, отправившись на антикварный аукцион, красавица Катя не находит там картину забытого киевского художника — «Дух Бездны»…

## «Киевские ведьмы. Каменная гостья»
Уже много лет в центре Киева стоят «заколдованные» дома — пустые, не жилые, закрытые от всех. Один из них — легендарный Замок Ричарда на Андреевском спуске. Почему он не желает пускать внутрь людей и много ли в столице зачарованных мест? Что если дома Киева и даже памятники Великим людям на самом деле — живые? Разобраться с этим придется трем Киевицам.

## «Киевские ведьмы. Джек-потрошитель с Крещатика»
Лада Лузина, одна из самых продаваемых писательниц Украины, представляет на суд читателя свой новый роман «Джек-потрошитель с Крещатика» — в традиционном мистическом стиле, где причудливо переплелось киевское время: 80-е годы XIX столетия и день сегодняшний, где ночи полны ужаса, а дни — неожиданных открытий. Писательницей с удивительной точностью передана характерная атмосфера старого Киева — города эстетского, богемного, загадочного, полного тайн. Где по Крещатику, нагоняя страх, бродит свой Джек-потрошитель в поисках новых жертв…
Также в данной книге представлены главы из первой полной биографии Вильгельма Котарбинского — от другой известной украинской писательницы Ирины Потаниной.

## «Киевские ведьмы. Бесы с Владимирской горки»
Может ли ведьма повстречать свою истинную любовь? Да, приворожить она может любого. Но ведь это любовь — не настоящая! Издавна покровительницей любви и брака в Киеве считалась святая Варвара. Но стоит ли ведьме отправляться за помощью к святой? Ведь Варвара известна как гонительницей нечисти и черной смерти. И не зря Михайловский монастырь, где столетия хранились мощи святой — стоит в Киеве на Лысой горе (Владимирской горке), где по легендам обитают ведьмы, черти и бесы.

## Награды
В 2008 году романы «Киевские ведьмы. Меч и крест» и «Киевские ведьмы. Выстрел в Опере» получили почетную грамоту конкурса «Книга года» на Московской международной книжной выставке-ярмарке
«Киевские ведьмы. Выстрел в Опере» — Лучшая украинская книга 2008 (конкурс журнала «Корреспондент», Лучшая украинская книга 2008 (журнал «Единственная»)

## Последовательность книг цикла
- «Меч и Крест»
- «Выстрел в Опере»
- «Рецепт Мастера. Спасти Императора!» (в 2-х книгах)
- «Рецепт Мастера. Революция амазонок» (в 2-х книгах)
- «Ледяная царевна с Андреевского»
- «Принцесса Греза»
- «Никола Мокрый»
- «Джек-потрошитель с Крещатика» (сборник «Ангел Бездны», «Тень Демона», «Пятый Провал»)
- «Бесы с Владимирской горки»
- «Каменная гостья»

## Издания
- Лада Лузина. Киевские ведьмы. Меч и Крест. — Харьков: Фолио, 2005. — 432 с. — ISBN 966-03-2848-6
- Лада Лузина. Киевские ведьмы. Выстрел в Опере. — Харьков: Фолио, 2007. — 480 с. — ISBN 978-966-03-3946-0, ISBN 978-966-03-4321-4
- Лада Лузина. Киевские ведьмы. Рецепт Мастера. Спасти Императора! В 2 книгах. Книга 1. — Харьков: Фолио, 2011. — 128 с. — ISBN 978-966-03-5720-4
- Лада Лузина. Киевские ведьмы. Рецепт Мастера. Спасти Императора! В 2 книгах. Книга 2. — Харьков: Фолио, 2011. — 144 с. — ISBN 978-966-03-5721-1
- Лада Лузина. Киевские ведьмы. Рецепт Мастера. Революция амазонок. В 2 книгах. Книга 1. — Харьков: Фолио, 2011. — 136 с. — ISBN 978-966-03-5778-5
- Лада Лузина. Киевские ведьмы. Рецепт Мастера. Революция амазонок. В 2 книгах. Книга 2. — Харьков: Фолио, 2011. — 128 с. — ISBN 978-966-03-5779-2
- Лада Лузина. Киевские ведьмы. Принцесса Греза. — Харьков: Фолио, 2011. — 128 с. — ISBN 978-966-03-5506-4
- Лада Лузина. Киевские ведьмы. Никола Мокрый. — Харьков: Фолио, 2011. — 128 с. — ISBN 978-966-03-5534-7
- Лада Лузина. Киевские ведьмы. Ангел Бездны. — Харьков: Фолио, 2011. — 128 с. — ISBN 978-966-03-5666-5
- Лада Лузина. Киевские ведьмы. Каменная гостья. — Харьков: Фолио, 2011. — 128 с. — ISBN 978-966-03-5669-6
- Лада Лузина. Киевские ведьмы. Ледяная царевна. — Харьков: Фолио, 2015. — 216 с. — ISBN 978-966-03-7079-1
- Лада Лузина. Киевские ведьмы. Тень Демона. — Харьков: Фолио, 2015. — 384 с. — ISBN 978-966-03-7393-8
- Лада Лузина. Киевские ведьмы. Джек-потрошитель с Крещатика (сборник «Ангел Бездны», «Тень Демона», «Пятый Провал»). — Харьков: Фолио, 2018. — 699 с. — ISBN 978-966-03-8375-3
- Лада Лузина. Киевские ведьмы. Бесы с Владимирской горки. — Харьков: Фолио, 2020. — 256 с. — ISBN 978-966-03-9077-5

## Факты
- Заглавные буквы цикла романов «Киевские ведьмы» — К. В. соответствуют инициалам настоящего имени автора Кучерова Владислава.
- Три главных героини романа не случайно получили украинскую, русскую и польскую фамилии. Даша Чуб получила девичью фамилию Ладиной бабушки, Катерина Дображанская — Ладиной прабабушки, а Маша Ковалева должна была быть — Кучеровой.
- С 2007 года по роману «Киевские ведьмы. Меч и крест» в Киеве водят экскурсии и устраивают квесты
- Для обложки «Киевские ведьмы. Принцесса Греза» писательница снялась обнаженной, верхом на метле. На самом деле это утверждение неверно, писательница действительно снялась обнаженной, верхом на метле, но для абсолютно другой книги, которая не входит в этот цикл и называется «Я — ведьма».
- В день выхода книги «Принцесса Греза», на вопрос «Случаются в её жизни чудеса?», Лада Лузина ответила «Постоянно…. например, когда я начала писать „Принцессу Грезу“, часть действия которой происходит в Шоколадном домике, домик еще стоял в запустении. По ходу сюжета одна из моих Киевиц — властительниц Киева — обещает Шоколадке: „Не переживай, скоро всё будет хорошо!“ И вдруг у Домика началась такая активная жизнь, там постоянно сейчас происходят какие-то занимательные мероприятия. И когда я оканчивала произведение, мне позвонили и предложили принять участие в одной из акций Шоколадного домика. И я сразу поняла, где я презентую свою книгу. Мне было приятно, что Домик услышал и позвал меня…»